# Hydraschema
Hydraschema es un género de escarabajos longicornios de la subfamilia Lamiinae. Fue descrito por Carl Gustaf Thomson en 1864.

## Especies
- Hydraschema cribripenne Lane, 1966
- Hydraschema fabulosum Thomson, 1864
- Hydraschema gaucheri Audureau, 2022
- Hydraschema leptostylum Lane, 1938
- Hydraschema mirim Martins y Galileo, 1998
- Hydraschema obliquevittatum (Lane, 1966)
- Hydraschema petilum Martins y Galileo, 1998
- Hydraschema verutum Lane, 1966
- Hydraschema villiersi Lane, 1965